# Hans Keller (Rechtswissenschaftler)
 Hans Karl Ernst Ludwig Keller (* 2. Januar 1908 in Speyer; † 17. Juli 1970 in München) war ein deutscher Völkerrechtler, der während der 1930er Jahre für eine überstaatliche europäische Friedensordnung eintrat und zahlreiche Kontakte ins europäische Ausland pflegte. Er wurde dabei von wechselnden nationalsozialistischen Organisationen diskret unterstützt.

## Beruflicher und politischer Werdegang
Hans Keller studierte Rechtswissenschaften und Volkswirtschaft mit den Abschlüssen Dr. oec. publ. 1930 in München, Docteur en droit 1931 in Bordeaux und Dr. jur. 1932 in Kiel. Er gründete 1931 zunächst einen Verband namens Deutsche Europa Union, ließ ihn später aber wieder fallen. Anfang 1934 rief er in Zürich die Internationale Arbeitsgemeinschaft der Nationalisten, die IAdN, ins Leben. 1936 folgte die Akademie für die Rechte der Völker in Oslo. „Beide Institutionen, die zahlreiche Auslandskontakte herstellen, werden bis 1940 von verschiedenen NS-Organisationen gegen den Willen des Auswärtigen Amtes protegiert.“ Während des Zweiten Weltkriegs wurde Keller als Dolmetscher zur Luftwaffe einberufen. Nach Kriegsende war er in zahlreichen Vereinen und Gesellschaften aktiv und wirkte zwischen 1952 und 1966 als Stadtrat in München. Er starb unerwartet am 17. Juli 1970 im 62. Lebensjahr.

## Keller als rechtskonservativer Europäer im Dritten Reich
Keller hatte die Internationale Arbeitsgemeinschaft der Nationalisten Anfang 1934 in Zürich ins Leben gerufen. Mit der Gründung der IAdN kam Keller einem Projekt aus dem Einflussbereich der Paneuropa-Union zuvor: Im Juni 1934 wurde in Basel die Europa-Union, Schweizerische Bewegung für die Einigung Europas unter demokratischen Vorzeichen und mit der Idee einer Eindämmung des deutschen Nationalsozialismus aus der Taufe gehoben. Der IAdN war im Vergleich zur Schweizer Europa-Union, die internationalistisch-liberaldemokratisch orientiert war, autoritär, rechtskonservativ und national-ethnozentrisch eingestellt. Seinem Leitbild gemäß sollten die europäischen Nationen in ihren Lebensbedürfnissen nicht durch ungeeignete Normen behindert werden, sondern in völkischem Respekt voreinander kooperieren und eine übergreifende internationale Friedensordnung besonderer Art herstellen. Der IAdN war keine Massenbewegung, sondern blieb eine Vereinigung rechter Intellektueller. Zwischen 1934 und 1936 fanden drei internationale Kongresse statt: 1934 in Berlin, 1935 in London und 1936 in Oslo. Die Nationalsozialisten waren sich in der Beurteilung der IAdN resp. Kellers uneinig: Das Auswärtige Amt suchte seine Aktivitäten zu unterdrücken, während das Reichspropagandaministerium unter Goebbels und später die Geheime Staatspolizei ihn unterstützten. Der Zusammenhang der IAdN resp. Kellers mit dem Hitler-Regime blieb den meisten Mitgliedern verborgen. So konnte Berlin den IAdN zur internationalen Gegenpropaganda gegen den 1933 von den italienischen Faschisten gegründeten CAUR (Comitati d’Azione per l’Universalità di Roma) einsetzen, der zwar ebenfalls autoritär-internationalistisch war, aber den Rassismus und Antisemitismus der Nazis ablehnte und offen angriff.

## Schriften (Auswahl)
- Das dritte Europa, 1934.
- Abschied vom »Völkerrecht«, 1938.
- Der Kampf um Völkerordnung, 1939.
- Das Recht der Völker, 1940.
- Völkerrecht und -pflicht, 1954.
- Völkerrecht und Weltwirtschaft, 1957.